# Erwan Le Saëc
Erwan Le Saëc est un dessinateur français de bandes dessinées policières, né à Brest le 1er juillet 1960.

## Biographie
Après des études de typographe, Erwan Le Saëc commence à dessiner des bandes dessinées en 1985, dans sa ville natale. En 1987, il s'installe à Rennes, où il crée un fanzine. Il dessine, avec David Chauvel comme scénariste, sa première bande dessinée, dont l'histoire se déroule en Irlande. Il est membre, avec Erwan Fagès, Jérome Lereculey, Pascal Bertho, Kerfriden et Stéphane Duval, du studio Atchoum. Il gagne alors sa vie en travaillant comme livreur de produits pharmaceutiques. Un contrat avec les éditions Delcourt lui permet de se consacrer uniquement au dessin. En 2008, il est l'auteur de l'affiche du festival Polar’Encontre (Lot-et-Garonne).

## Œuvre
Sa première série, Les Enragés, est l'histoire d'Hamlet, un tueur à gages américain. La série Ce qui est à nous, dont David Chauvel est le scénariste, raconte l'histoire de la Mafia. Depuis 2007, Erwan Le Saëc poursuit le dessin de la série Mafia story. Les deux premiers tomes ont reçu le prix du festival Polar’Encontre (Lot-et-Garonne).